# Console (macOS)
Console è il visore log sviluppato da Apple Inc. e incluso in macOS. Esso permette all'utente di ispezionare, ripulire e cancellare i log di sistema, dell'utente e di crash delle applicazioni. La Console è generalmente usata per rilevare errori e correggerli in caso di problemi col computer. Cliccando su "Mostra Lista Log" nella barra degli strumenti, verrà mostrata la Lista Log. Quest'ultima apre una barra laterale che mostra tutti i log memorizzati nel sistema.
Console si trova nel percorso /Applications/Utilities/Console.app.